# Flore du Centre de la France, edition 3
Flore du Centre de la France, edition 3 (abreviado Fl. Centre France, ed. 3) es un libro con ilustraciones y descripciones botánicas que fue escrito por el farmacéutico botánico pteridólogo francés Alexandre Boreau y publicado como tercera edición con dos volúmenes en el año 1857.